# Foyesade Oluokun
Foyesade Oluokun (St. Louis, 2 agosto 1995) è un giocatore di football americano statunitense che milita nel ruolo di linebacker per i Jacksonville Jaguars della National Football League (NFL).

## Carriera

### Atlanta Falcons
Oluokun fu scelto nel corso del sesto giro (200º assoluto) del Draft NFL 2018 dagli Atlanta Falcons. Fu il primo giocatore di Yale selezionato da Shane Bannon nel 2011.
Debuttò nel primo turno contro i Philadelphia Eagles mettendo a segno un tackle nella sconfitta per 18–12. Il 7 ottobre disputò la prima gara come titolare facendo registrare 5 tackle contro i Pittsburgh Steelers nella settimana 5. Nel turno seguente mise a segno un massimo stagionale di 10 tackle contro i Tampa Bay Buccaneers. Concluse la sua stagione da rookie con 91 tackle, un passaggio deviato e un fumble forzato disputando tutte le 16 partite, di cui 7 come titolare.
Nella settimana 2 della stagione 2020 contro i Dallas Cowboys, Oluokun forzò due fumble in due drive consecutivi. Nella settimana 6 contro i Minnesota Vikings fece registrare il primo intercetto in carriera su Kirk Cousins nella vittoria per 40-23. Nella settimana 10 contro i Denver Broncos totalizzò 10 tackle, un passaggio deviato e un sack, venendo premiato come miglior difensore della NFC della settimana. A fine stagione guidò la NFL con 192 tackle.

### Jacksonville Jaguars
Il 14 marzo 2022 Oluokun firmò un contratto triennale del valore di 45 milioni di dollari con i Jacksonville Jaguars. Nella sua prima stagione in Florida guidò nuovamente la NFL con 184 tackle totali. Nel divisional round dei playoff guidò i Jaguars con 14 placcaggi ma la squadra fu eliminata dai Kansas City Chiefs testa di serie numero uno del tabellone dell'AFC.
Nel 2023 Oluokun si classificò quarto nella NFL con 173 tackle.

## Palmarès
- Difensore della NFC della settimana: 2

9ª del 2020, 16ª del 2021